# Tappenkarsee
Tappenkarsee är en sjö i Österrike.   Den ligger i förbundslandet Salzburg, i den centrala delen av landet, 260 km sydväst om huvudstaden Wien. Tappenkarsee ligger 1 812 meter över havet.
Trakten runt Tappenkarsee består i huvudsak av gräsmarker. Runt Tappenkarsee är det ganska glesbefolkat, med 21 invånare per kvadratkilometer.